# Fleet Air Arm (Royal Australian Navy)
Fleet Air Arm (Vzdušná zbraň floty), oficiálně Australian Navy Aviation Group (Letecká skupina australského námořnictva), je označení pro leteckou složku Australského královského námořnictva. V současné době se skládá ze čtyř vrtulníkových perutí.

## Přehled letecké techniky
Tabulka obsahuje přehled letecké techniky australského námořního letectva v roce 2019 podle Flightglobal.com.
| Název                  | Původ             | Určení                       | Verze             | Ve službě         | Poznámky |                   |
| Speciální letouny      | Speciální letouny | Speciální letouny            | Speciální letouny | Speciální letouny | Speciální letouny | Speciální letouny |
| ---------------------- | ----------------- | ---------------------------- | ----------------- | ----------------- | --- | ----------------- |
| Bombardier Dash 8      | Kanada            | námořní hlídkový letoun      |                   | 1                 | Provoz je v rámci programu Australia’s Coastwatch na komerčním základě zajišťován společností Surveillance Australia.                                                                                              |                   |
| Vrtulníky              |                   |                              |                   |                   | |                   |
| Sikorsky SH-60 Seahawk | USA               | víceúčelový palubní vrtulník | MH-60R Seahawk    | 23                | |                   |
| Cvičná letadla         |                   |                              |                   |                   | |                   |
| Bell 429               | USA               | cvičný vrtulník              |                   | 4                 | Výcvik námořních pilotů je dále zajišťován 15 kusy strojů Eurocopter H135 T2+, provozovaných společně s vojskovým letectvem Australské armády v rámci systému Army/Navy Helicopter Aircrew Training System (HATS). |                   |